# Xiao Zhan
Xiao Zhan (肖战S, Xiāo ZhànP; Chongqing, 5 ottobre 1991) è un attore e cantante cinese.
Ha esordito nel 2016 come membro della boy band X Nine, dedicandosi parallelamente anche alla carriera di attore. Nel 2019 ha ottenuto la notorietà recitando da protagonista nella serie Chen qing ling (The Untamed). Il suo singolo del 2020 Made to Love (Light Spot) detiene il Guinness dei primati come traccia digitale venduta più velocemente in Cina, con oltre 25 milioni di download in ventiquattr'ore, ed è stato riconosciuto settimo singolo di maggior successo al mondo nel 2020.

## Biografia
Xiao Zhan nasce il 5 ottobre 1991 a Chongqing (重庆S), e da bambino impara a disegnare e a suonare il violino. Frequenta la Modern International Art Design Academy della Chongqing Technology and Business University e, dopo la laurea nel 2014, lavora come fotografo e graphic designer.

### 2015-2018: debutto e primi anni
Nel 2015 è uno dei quindici concorrenti del talent show Ranshao ba shaonian ((燃烧吧少年S) X-Fire), e appare anche nel suo varietà spin-off Shaonian pindao (少年频道S Teen Channel). La sua prima esibizione è al concerto di Capodanno della Zhejiang TV, dove esegue il singolo Freeze e la sigla Be A Man insieme ai suoi compagni di squadra. Ranshao ba shaonian dà vita alla boy band da nove membri X Nine, con cui Xiao esordisce il 24 settembre 2016. Quello stesso anno avvia una carriera di attore, interpretando il protagonista della webserie fantasy Chao xingxing xue yuan (Superstar Academy) e un ruolo minore in Xiang'ai chuansuo qiannian 2: Yueguang xia de jiaohuan (Shuttle Love Millennium 2).
Nel 2017 interpreta un ruolo secondario nella serie fantasy d'azione Dou po cangqiong (Battle Through the Heavens) e il co-protagonista maschile nello storico Lang dianxia (The Wolf), quest'ultimo trasmesso nel 2020 con un ampio successo di pubblico. Nella seconda parte del 2017 ricopre il ruolo principale nella webserie O! Wo de huangdi bixia 1&2 (Oh! My Emperor), che viene accolta positivamente per la trama comica e romantica durante la sua trasmissione nel 2018. Anche Xiao viene lodato per la sua interpretazione del principe dispotico ma gentile Beitang Moran, e partecipa alla colonna sonora con il pezzo Stepping on Shadows.

### 2019-oggi: ascesa alla popolarità
Il 2019 lo vede impegnato in Chen qing ling (internazionalmente conosciuto comeThe Untamed), adattamento televisivo del romanzo Mo dao zu shi, in cui dà volto a Wei Wuxian. La sua interpretazione del personaggio, inizialmente spensierato e in seguito tormentato, attira recensioni positive e accresce la sua popolarità, e la trasmissione su Netflix gli vale il riconoscimento internazionale. Più tardi quell'anno è il protagonista della pellicola Zhuxian (Jade Dynasty), che raggiunge il primo posto al botteghino cinese il giorno della sua uscita e registra il fatturato record di 400 milioni di yuan in 18 giorni di proiezione.  In Thailandia, il film stabilisce un nuovo record come film in lingua cinese con il maggior incasso in 10 anni. Interpreta poi il personaggio secondario di una spia nella serie storica Qing yunian (Joy of Life), per la quale canta la sigla di coda Remaining Years. A settembre fonda una propria etichetta discografica, dal nome XZ Studio.
Nel 2020, Xiao Zhan appare per la prima volta al galà di capodanno della rete nazionale CCTV-1, recitando in una scenetta intitolata Like You Like Me con la collega Xie Na (谢娜S). A febbraio è vittima di cyberbullismo e boicottaggio da parte degli utenti cinesi di Archive of Our Own quando il Great Firewall blocca il sito in tutta la Cina continentale dopo che i suoi fan segnalano in massa una fanfiction per adulti presente sul sito che lo vede protagonista. Tramite il suo avvocato, Xiao avvia un procedimento penale contro i cyberbulli insieme all'ufficio di polizia del distretto di Chaoyang della città di Pechino, e la sua agenzia si scusa per il conflitto e i danni causati dal comportamento dei fan a imprese e soggetti estranei alla questione, essendovi rimasti coinvolti anche i marchi da lui sponsorizzati e celebrità sue amiche. Il 25 aprile pubblica il singolo Made to Love (Light Spot), che vende la cifra record di 33 milioni di download, entrando nel Guinness dei primati come traccia digitale a vendersi più velocemente in Cina. Made to Love (Light Spot) è in seguito indicato dalla International Federation of the Phonographic Industry come settimo singolo digitale più venduto al mondo nel 2020, avendo raccolto 1,48 miliardi di riproduzioni in streaming equivalenti. A fine anno, si esibisce con Running to You with All I Have di Bibi Zhou durante la finale di Yanuan qing jiu wei 2 (Actor Please Take Your Place 2), oltre che ai Tencent Video All Star Award con due pezzi dalla colonna sonora della serie televisiva in produzione Yusheng, qing duo zhijiao (The Oath of Love).

## Altre attività
Dopo il successo di Chen qing ling, Xiao è diventato un testimonial richiesto, pubblicizzando bevande, prodotti per il bucato, gioielli e riviste di moda, le cui vendite hanno raggiunto nuovi record grazie al suo endorsement. Nel 2019, Forbes China l'ha inserito nella lista 30 Under 30 Asia, indicante le trenta persone sotto i trent'anni più influenti nei rispettivi campi.

## Filmografia

### Cinema
- Zhuo yao ji 2 (捉妖记2S), regia di Raman Hui (2018)
- Suren tegong (素人特工S), regia di Alan Yuen (2019)
- Zhuxian (诛仙S), regia di Chin Siu-tung (2019)

### Televisione
- Chao xingzing xue yuan (	超星星学园S) – serie TV (2016)
- Xiang'ai chuansuo qiannian 2: Yueguan xia de jiaohuan (相爱穿梭千年2：月光下的交换S) – serie TV (2016)
- O! Wo de huangdi bixia 1&2 (	哦！我的皇帝陛下 1&2S) – serie TV (2018)
- Dou po cangqiong (斗破苍穹S) – serie TV (2018)
- Chen qing ling (陈情令S) – serie TV (2019)
- Qing yunian (庆余年S) – serie TV (2019)
- Zuimei nixing zhe (最美逆行者S) – serie TV (2020)
- Lang dianxia (狼殿下S) – serie TV (2020)
- Douluo dalu (斗罗大陆S) – serie TV (2021)

## Discografia

### Album in studio
- 2025 – Wǒmen

### Singoli
- 2018 – Satisfied
- 2020 – Made to Love (Light Spot)

### Colonne sonore
- 2018 – Stepping on Shadows (per O! Wo de huangdi bixia 1&2)
- 2018 – Battle Through the Heavens (con Wu Jiacheng, Peng Chuyue e Gu Jiacheng, per Dou po cangqiong)
- 2019 – Unrestrained (con Wang Yibo, per Chen qing ling)
- 2019 – Unrestrained (per Chen qing ling)
- 2019 – Song Ends with Chen Qing (per Chen qing ling)
- 2019 – Asking Youth (per Zhuxian)
- 2019 – Two Tigers (per Liang zhi laohu)
- 2019 – Remaining Years (per Qing yunian)
- 2019 – Blue Sea Ambition (per Xiao ao jianghu)
- 2020 – Sing in a Thousand Years (con Na Ying, per Jingdian yong liuchuan)
- 2020 – Bamboo Stone (per Jingdian yong liuchuan)
- 2021 – The Youth on a Horse (per Douluo dalu)

### Altre apparizioni
- 2019 – My Motherland and I (nell'album Youth for the Motherland Singing)
- 2019 – My Chinese Heart (nell'album Youth for the Motherland Singing)
- 2019 – The Best Summer (nell'album Youth for the Motherland Singing)
- 2020 – Firmly Believe Love Will Win
- 2020 – Sui Sui Ping An
- 2020 – Ode to the Red Plum Blossoms

## Riconoscimenti
- Baidu Fudian Awards
  - 2019 – Hottest Star of the Year[44]
- China Celebrity Charity Gala
  - 2019 – Philanthropy Award[45]
- China Literature Awards Ceremony
  - 2019 – Actor of the Year per Chen qing ling  e Zhuxian[46]
  - 2019 – Heartthrob Actor per Zhuxian[47]
- China Movie Channel (CCTV-6) M List
  - 2019 – Candidatura Most Promising Actor per Zhuxian[48]
- China Screen Award
  - 2019 – New Actor of the Year per Zhuxian[49]
- Cosmo Beauty Ceremony
  - 2018 – Beautiful Idol of the Year[50]
- Cosmo Glam Night
  - 2019 – Person of The Year (Dream)[51]
- Cultural and Entertainment Industry Congress
  - 2019 – Candidatura Best Actor (Drama) per Chen qing ling[52]
  - 2019 – Candidatura Breakthrough Actor (Drama) per Chen qing ling[52]
  - 2019 – Candidatura Best Couple con Wang Yibo per Chen qing ling[52]
  - 2019 – Candidatura Breakthrough Actor (Film) per Zhuxian[52]
- Douyin Star Moving Night
  - 2020 – Top Star of The Year[53]
- ERC Chinese Top Ten Awards
  - 2020 – Top Ten Songs per Unrestrained con Wang Yibo[54]
  - 2020 – Top Ten Songs per Remaining Years[54]
- Golden Broom Awards
  - 2019 – Most Disappointing Actor per Zhuxian[55]
- Golden Bud Film And Television Festival
  - 2019 – Candidatura Best Actor per Chen qing ling[56]
- Golden Tower Award
  - 2019 – Most Popular Actor per Chen qing ling[57]
- Huading Awards
  - 2019 – Best Newcomer per Chen qing ling[58]
- iQiyi Scream Night
  - 2019 – Rising Popular Actor[59]
- Jinri Toutiao Awards Ceremony
  - 2019 – Most Noticed Male Celebrity[60]
- Kugou Music Awards
  - 2019 – Song of the Year con Wang Yibo per Unrestrained[61]
- Night of the Film
  - 2019 – Candidatura Most Promising Actor per Zhuxian[62]
- PowerStar
  - 2020 – Most Influential Actor of The Year[63]
- Premios Cultura Asiatica
  - 2020 – Best Chinese Artist per Lang dianxia[64]
- Sina Film & TV Awards
  - 2019 – Most Popular Actor of the Year per Chen qing ling[65]
- Sina The Most Beautiful Performance
  - 2019 – Outstanding Actor of the Year per Chen qing ling e Zhuxian[66]
- Sofa Film Festival
  - 2019 – Most Popular Actor of the Autumn per Chen qing ling[67]
- Tencent Entertainment White Paper
  - 2019 – Television Actor of the Year per Chen qing ling[68]
  - 2019 – Star Celebrity Board: Television Actor of the Year per Chen qing ling[69]
  - 2019 – Influence Star of the Year[69]
  - 2019 – Star Celebrity Board: Influential Artist of the Year[70]
  - 2020 – Male Singer of the Year per Made to Love (Light Spot)[71]
  - 2020 – Star Power of the Year[72]
- Tencent Music Entertainment Awards
  - 2019 – Song of the Year con Wang Yibo per Unrestrained[73]
  - 2020 – Popular Digital Single of The Year per Made to Love (Light Spot)[74]
- Tencent Video Star Awards
  - 2018 – DOKI Popularity Award[75]
  - 2019 – DOKI Popularity Awar[76]
  - 2019 – VIP Star[77]
  - 2019 – Popular TV Actor of the Year per Chen qing ling[77]
  - 2020 – VIP Star[78]
- The Actors of China Award Ceremony
  - 2019 – Candidatura Best Actor (Web series) per Chen qing ling[79]
- Weibo Night
  - 2019 – Hot Figure of the Year per Chen qing ling[80]
  - 2019 – Weibo King[81]
  - 2020 – Weibo King[82]
- Weibo TV Series Awards
  - 2019 – Candidatura Most Popular Actor per Chen qing ling[83]
  - 2019 – Most Popular Character (Wei Wuxian) per Chen qing ling[84]
  - 2020 – Most Popular Actor per Lang dianxia[85]
- WeTV Awards
  - 2020 – Best Male Lead per Chen qing ling[86]
  - 2020 – Best Male Actor of the Year[87]
- Yinchuan Internet Film Festival
  - 2019 – Best Actor (Web series) per Chen qing ling[88]